# Carlo Croccolo
Carlo Croccolo (* 9. April 1927 in Neapel; † 12. Oktober 2019) war ein italienischer Schauspieler und Filmregisseur.

## Leben
Croccolo begann seine Bühnenkarriere bei Laienensembles und auf Amateurbühenn. 1945 war er bei Radio Napoli unter Vertrag und wechselte 2 Jahre danach zum Rundfunk der italienischen Hauptstadt, wo er auch Synchronarbeiten übernahm. Bei Auftritten mit Luciano Tajoli entwickelte er die Figur des Pinozzo – ein etwas zurückgebliebener und unbedarfter Naiver –, die er in etlichen Stücken und auch in einem Film darstellte. In seiner langen Filmkarriere, die Ende der 1940er Jahre begann, spielte er in 118 Filmen, meistens Komödien. Als ab Mitte der 1960er Jahre die Rollenangebote rarer wurden, intensivierte er wieder seine Laufbahn als Synchronsprecher für zahlreiche Filme; unter anderem war er die italienische Stimme von Oliver Hardy sowie von Totò in dessen letzten Filmen. Daneben war er im Kinderprogramm des italienischen Fernsehens ein bedeutender Faktor.
1971 führte Croccolo unter dem Pseudonym „Lucky Moore“ Regie bei zwei Italowestern. Mitte des folgenden Jahrzehntes nahm er seine Tätigkeit als Schauspieler auf der Bühne und auch beim Film wieder verstärkt auf. Dabei wurde er mehrfach ausgezeichnet: 1989 u. a. mit dem David di Donatello für die beste Nebenrolle in ’O re.

## Filmografie (Auswahl)
Darsteller
- 1950: Süßer Reis (L’inafferrabile 12)
- 1950: Der tolle Juxbaron (47 morto che parla)
- 1950: Totò als Scheich (Totò sceicco)
- 1952: Ketten der Leidenschaft (L’eterna catena)
- 1953: Die Tochter der Kompanie
- 1960: Liebhaber für fünf Tage (L’Amant à cinq jours)
- 1961: Ein sonderbarer Heiliger (The Reluctant Saint)
- 1961: Jessica (Jessica)
- 1962: Ein sonderbarer Heiliger (The Reluctant Saint)
- 1963: Die Rivalen der vier Musketiere (I quattro moschettieri)
- 1964: Freddy und das Lied der Prärie
- 1964: Der gelbe Rolls-Royce (The Yellow Rolls-Royce)
- 1966: Das gewisse Etwas der Frauen (Come imparai ad amare le donne)
- 1966: Jagt den Fuchs! (Caccia alla volpe)
- 1968: Gefahr: Diabolik! (Diabolik)
- 1977: Strandgeflüster (Casotto)
- 1984: Picone schickt mich (MI manda Picone)
- 2001: Der Handlungsreisende (Commesso viaggiatore)

Regie
- 1971: Django, eine Pistole für hundert Kreuze (Una pistola per cento croci)
- 1971: Black Killer (Black Killer)